# Wydział Lekarski Uniwersytetu Opolskiego
Wydział Lekarski Uniwersytetu Opolskiego – jeden z 12 wydziałów Uniwersytetu Opolskiego.

## Kierunki kształcenia
- kierunek lekarski (studia jednolite magisterskie)[1]

## Władze Wydziału
W kadencji 2020–2024:
| Stanowisko        | Imię i nazwisko       |
| ----------------- | --------------------- |
| Dziekan           | dr hab. Jacek Jóźwiak |
| Zastępca Dziekana | dr Katarzyna Sznajder |

## Struktura organizacyjna

### Instytut Nauk Medycznych
Dyrektor: prof. dr hab. Marek Gierlotka
- Zakład Anatomii
- Zakład Biochemii Klinicznej i Diagnostyki Laboratoryjnej
- Zakład Farmakologii
- Zakład Fizjologii
- Zakład Histologii
- Zakład Patologii
- Zakład Biologii i Genetyki
- Zakład Mikrobiologii i Epidemiologii
- Zakład Medycyny Paliatywnej
- Zakład Medycyny Rodzinnej i Zdrowia Publicznego
- Zakład Medycyny Sądowej
- Zakład Kliniczny Diagnostyki Obrazowej
- Oddział Kliniczny Medycyny Ratunkowej
- Oddział Kliniczny Hematologii, Onkologii Hematologicznej i Chorób Wewnętrznych
- Oddział Kliniczny Pediatrii
- Oddział Kliniczny Chirurgii Dziecięcej
- Oddział Kliniczny Chorób Zakaźnych
- Oddział Kliniczny Dermatologii
- Oddział Kliniczny Geriatrii
- Oddział Kliniczny Neonatologii
- Oddział Kliniczny Pulmonologii
- Oddział Kliniczny Reumatologii
- Oddział Kliniczny Chirurgii Onkologicznej
- Oddział Kliniczny Rehabilitacji
- Oddział Kliniczny Ginekologii i Położnictwa
- Oddział Kliniczny Urologii
- Oddział Kliniczny Okulistyki
- Klinika Pediatrii
- Klinika Kardiologii
- Klinika Kardiochirurgii
- Klinika Chorób Wewnętrznych, Alergologii, Endokrynologii i Gastroenterologii
- Klinika Chorób Wewnętrznych i Nefrologii
- Klinika Chirurgii Naczyniowej i Ogólnej
- Klinika Neurochirurgii
- Klinika Anestezjologii i Intensywnej Terapii
- Klinika Onkologii
- Klinika Ortopedii Traumatologii Narządu Ruchu
- Klinika Neurologii
- Klinika Otorynolaryngologii
- Klinika Psychiatrii
- Pracownia Testowych Pomiarów Dydaktycznych
- Wieloprofilowe Centrum Symulacji Medycznej